# Lecithine

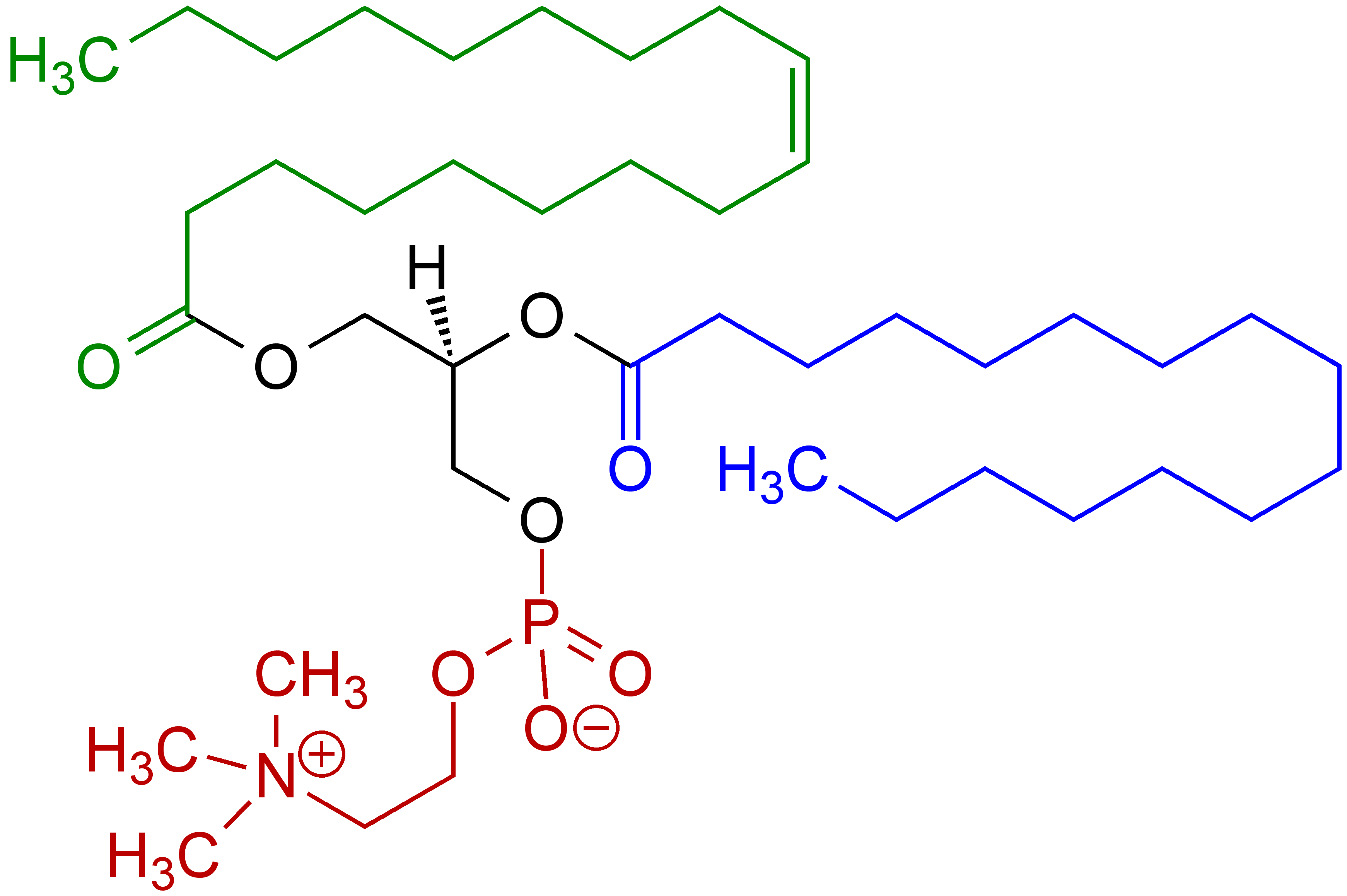
Fosfatidylcholine als bestanddeel van lecithine

Lecithine is een mengsel van glycolipiden, triglyceriden en fosfolipiden. In de biochemie wordt er echter een specifieke verbinding mee bedoeld, fosfatidylcholine, een fosfolipide die de hoofdmoot uitmaakt van een fosfatidefractie die uit eidooier (Oudgrieks lekithos - λέκιθος) of sojabonen kan worden geëxtraheerd met hexaan.
Commercieel verkrijgbare lecithine wordt van oudsher vooral uit sojabonen verkregen. De laatste jaren echter wordt lecithine steeds vaker ook uit andere bronnen verkregen, bijvoorbeeld uit zonnebloempitten. De reden voor deze opkomst van zonnebloemlecithine is tweevoudig: in de eerste plaats vraagt de Europese markt/consument om lecithinen die hun oorsprong hebben uit niet-genetisch gemodificeerd materiaal. De beschikbaarheid daarvan neemt de laatste jaren af, wat een prijsstijging van deze non-GMO-lecithine tot gevolg heeft. In de tweede plaats worden voedingsmiddelproducenten sinds november 2005 verplicht om op de verpakking aan te geven als hun product allergenen bevat. Sojalecithine wordt als allergeen gezien. Voor producenten is dit vaak reden om naar andere bronnen van lecithine over te gaan.
Het is een molecuul met aan de ene kant een lipofiele component en aan de andere kant een polair uiteinde, zodat het een effectieve emulgator is, waarvan bijvoorbeeld gebruik wordt gemaakt bij de fabricage van mayonaise met behulp van eidooier.
Lecithine is een essentieel bestanddeel van iedere lichaamscel dat onder andere voorkomt in celmembranen.
In de voedingsmiddelenindustrie vindt het vaak toepassing als emulgator. Met name in producten die bestemd zijn voor bakken en braden doet lecithine dienst als antispatmiddel.
In de chocolade-industrie wordt lecithine gebruikt om in de vloeibare fase de vloeistoffen (de dure cacaoboter) te doen uiteenvallen in zeer veel kleinere "druppeltjes", wat kostenbesparend werkt en tevens de vloeigrens verbetert.
Lecithine wordt ook wel verkocht als voedingssupplement. Aangezien het lichaam echter voldoende van de stof zelf aanmaakt, is het innemen van supplementen ervan niet nodig. 

## Commerciële productie van lecithine
Lecithine wordt op grote schaal verkregen door bonen of zaden van oliehoudende planten (bijvoorbeeld soja, zonnebloem, maïs, raapzaad) onder hoge druk uit te persen. Restanten olie worden uit de zaadresten verkregen via extractie met een geschikt oplosmiddel. De ruwe olie is nu nog niet eetbaar, omdat deze grote hoeveelheden verontreiniging bevatten, zoals zaadresten, vrije vetzuren, fosfolipiden etc. Om de olie geschikt te maken voor consumptie dienen eerst de fosfolipiden verwijderd te worden. Dit gebeurt door water aan de ruwe olie toe te voegen. De fosfolipiden verzamelen zich rond het water. Omdat water een grotere dichtheid heeft dan olie, zakken de fosfolipiden als een 'droes' naar de bodem van de tank. Via een centrifugestap wordt de droes van de olie gescheiden. De droes wordt gefiltreerd (om onoplosbare resten, zoals zaadresten, te verwijderen), en vervolgens gedroogd. Wat resteert is een bruine pasta-achtige substantie, de lecithine. Om als ingrediënt voor voedingsmiddelen gebruikt te kunnen worden dient de lecithine aan een aantal wettelijke normen te voldoen. Zo moet de hoeveelheid materiaal dat niet in tolueen oplost minder zijn dan 0,3%. De hoeveelheid materiaal dat niet in aceton oplost dient groter te zijn dan 62%. Verder dient het vochtgehalte lager te zijn dan 1%.

## Modificatie van lecithine
Om lecithine voor verschillende toepassingen geschikt te maken, kan het diverse bewerkingen/modificatie ondergaan. 
Een veel toegepaste bewerking is om de lecithine (geheel of gedeeltelijk) te hydrolyseren. Deze hydrolyse is een enzymatisch proces. Veelal wordt daarvoor een fosfolipase A2 gebruikt, dat het vetzuur van de Sn-2 positie uit het molecuul verwijdert.
Een andere modificatietechniek is om de lecithine te fractioneren. Hierbij wordt gebruikgemaakt van de verschillende oplosbaarheden van de diverse fosfolipiden in ethanol. Fosfatidylcholine lost goed op in ethanol, fosfatidylethanolamine matig, fosfatidylinositol en fosfatidylzuur lossen zeer slecht op in ethanol. De ethanol-oplosbare fractie is dus rijker aan fosfatidylcholine dan het uitgangsmateriaal.
Een derde veel toegepaste bewerking is het ontoliën van lecithine. Lecithine bevat ca. 40%-45% fosfolipiden, en ca. 50% triglyceriden (olie). De fosfolipiden kunnen afgescheiden worden door de lecithine te extraheren met aceton, waarbij de fosfolipiden als onoplosbaar materiaal neerslaan. Deze onoplosbare fractie kan verder gezuiverd worden, waarna na droging de fosfolipiden als poedervormig materiaal beschikbaar zijn.